# Crenella glandula
Crenella glandula är en musselart som först beskrevs av Henry Roland Totten 1834.  Crenella glandula ingår i släktet Crenella och familjen blåmusslor. Inga underarter finns listade i Catalogue of Life.